# Hanseniaspora guilliermondii
Hanseniaspora guilliermondii är en svampart som beskrevs av Pijper 1928. Hanseniaspora guilliermondii ingår i släktet Hanseniaspora och familjen Saccharomycodaceae.   Inga underarter finns listade i Catalogue of Life.